# Afgán havasipinty
Az afgán havasipinty (Pyrgilauda theresae) a madarak (Aves) osztályának verébalakúak (Passeriformes) rendjébe, ezen belül a verébfélék (Passeridae) családja tartozó faj.

## Rendszertana és neve
Ezt a madárfajt 1937-ben, Richard Meinertzhagen, brit ezredes és ornitológus, valamint Salim Ali, indiai ornitológus és természettudós fedezték fel. Meinertzhagen később, ugyanabban az évben - Montifringilla theresae tudományos név alatt - leírta a madarat a „Bulletin of the British Ornithologists' Club” című magazinban. Beszámolója szerint, a típuspéldányt a Bamyan és Kabul közti Shibar-hágónál találták meg. A tudományos fajnevét, a theresae-t, Theresa Clayről, Meinertzhagen unokatestvéréről, munkatársáról, a rágótetvek (Mallophaga) egyik szakértőjéről és talán szeretőjéről kapta; Meinertzhagen több fajt és alfajt is elnevezett róla. Mások későbbi kutatásai bebizonyították, hogy Meinertzhagen számos múzeumi példányt lopott el, ezek iratait és adatait meghamisított, és talán az afgán havasipintyről szóló beszámolója az egyetlen hamisítatlan munkája.
Richard Meinertzhagen a szóban forgó madarat a Montifringilla nembe sorolta be; ezt a besorolást manapság is a legtöbb rendszerező betartja. Ebben a madárnemben az afgán havasipintyhez, úgy tollazatban, mint költési szokásban, igen hasonlít a tibeti havasipinty (Montifringilla blanfordi). Egyes rendszerezők a tibeti havasipintyet és a többi közép- és dél-ázsiai Montifringilla-fajt, egy külön nembe, a Pyrgilaudába helyezik; szerintük eme elkülönített madarak alakja, élőhelye és az azon belül betöltött szerepe különbözik, a többi Montifringilla-fajétól. Ennek az újféle rendszerezésnek nincs erős alapja, mivel a kutatások szerint a Montifringilla madárnem monofiletikus csoportot alkot, azaz egy közös rendszertani őstől származó élőlények összességét képezik. A „Handbook of the Birds of the World” című többkötetes madárenciklopédiában, a Pyrgilauda-fajokat, „talajlakó verebeknek”, míg az északi Montifringilla-fajokat, „havasipintyeknek” nevezik. Az afgán havasipintynek nincsen alfaja.

## Előfordulása
Az afgán havasipinty a Hindukus afganisztáni részének az endemikus madara. Türkmenisztán déli részén, igen ritka kóborló. A költőterületei általában 2575-3000 méteres tengerszint feletti magasságok között van, azonban télen, ha jó nagy a hó, akkor lejjebb vonul. A hegyoldalakon, magas fennsíkokon és nyíltabb domboldalakon található meg.
Ez a madárfaj védett Afganisztán első nemzeti parkjában, a Band-e Amir Nemzeti Parkban.

## Megjelenése
Testhossza 13,5–15 centiméter, testtömege pedig 23–35 gramm. Szárnyfesztávolsága 8,5–9,9 centiméter közötti. 1,3–1,5 centiméter hosszú a csőre. A tojó valamivel kisebb, mint a hím.
A hím tollazata szürkésbarna, fehér mintázattal a szárnyakon. Pofáján fekete „maszk” van, ennek két nyúlványa a torkig ér alá. A tojó világosabb barna; pofáján a „maszk” szürke, szárnyai kevesebb fehér minta látható. A háton rövid, sötét csíkok vannak. A faroktollak középtáján fehér sáv húzódik. A hím szivárványhártyája (iris) téglavörös színű. A frissen kirepült fiatalok tollazata még nincsen leírva, de feltételezhetően a tojóéra hasonló.
Az afgán havasipinty elterjedési területén, csak a havasipinty (Montifringilla nivalis) és a feketecsőrű sivatagipinty (Rhodopechys obsoleta) hasonlít rája; azonban az afgán havasipintyet a szárnyai lévő kisebb fehér foltokról, a nagyjából barna tollazatáról, a jól kivehető „maszkjáról” és a kisebb méretű csőréről lehet megkülönböztetni.
Röpte nehézkés és egyenes. A vészkiáltása éles „cíí”, míg röptében való éneke puha „kuéék” vagy éles „zíg-zíg”.

## Életmódja
Télen több tucat vagy akár több száz fős csapatokba verődik; néha kövi verebekkel (Petronia petronia) és különböző pacsirtafélékkel (Alaudidae) társul. Fő tápláléka a növények magvai, főleg a Carex pachystylisé, a Convolvulus divaricatusé és a Thuspeinantha persicáé. Magvas étrendjét kiegészíti különböző rovarokkal, főleg hangyákkal és ormányosbogár-szerűekkel.

## Szaporodása
Fészkét a talajba, különböző rágcsálók elhagyott üregébe rakja. A fészket tollakkal és különböző emlősök szőrzetével és gyapjújával béleli ki. A fészek az üreg legmélyebb pontjára kerül. Kikeléskor a fiókák vakok és csupaszok; rózsaszín bőrükön alig van néhány világos pihe. A fiókák halkan „szólnak” az üregszájánál hívogató szülőknek.

## Természetvédelmi helyzete
Az elterjedési területe nem nagy, egyedszáma pedig stabil. A Természetvédelmi Világszövetség Vörös listáján nem fenyegetett fajként szerepel.

## Fordítás
- Ez a szócikk részben vagy egészben  az   Afghan snowfinch című angol Wikipédia-szócikk ezen változatának fordításán alapul.  Az eredeti cikk szerkesztőit annak laptörténete sorolja fel. Ez a jelzés csupán a megfogalmazás eredetét és a szerzői jogokat jelzi, nem szolgál a cikkben szereplő információk forrásmegjelöléseként.